# Pratt & Whitney J52

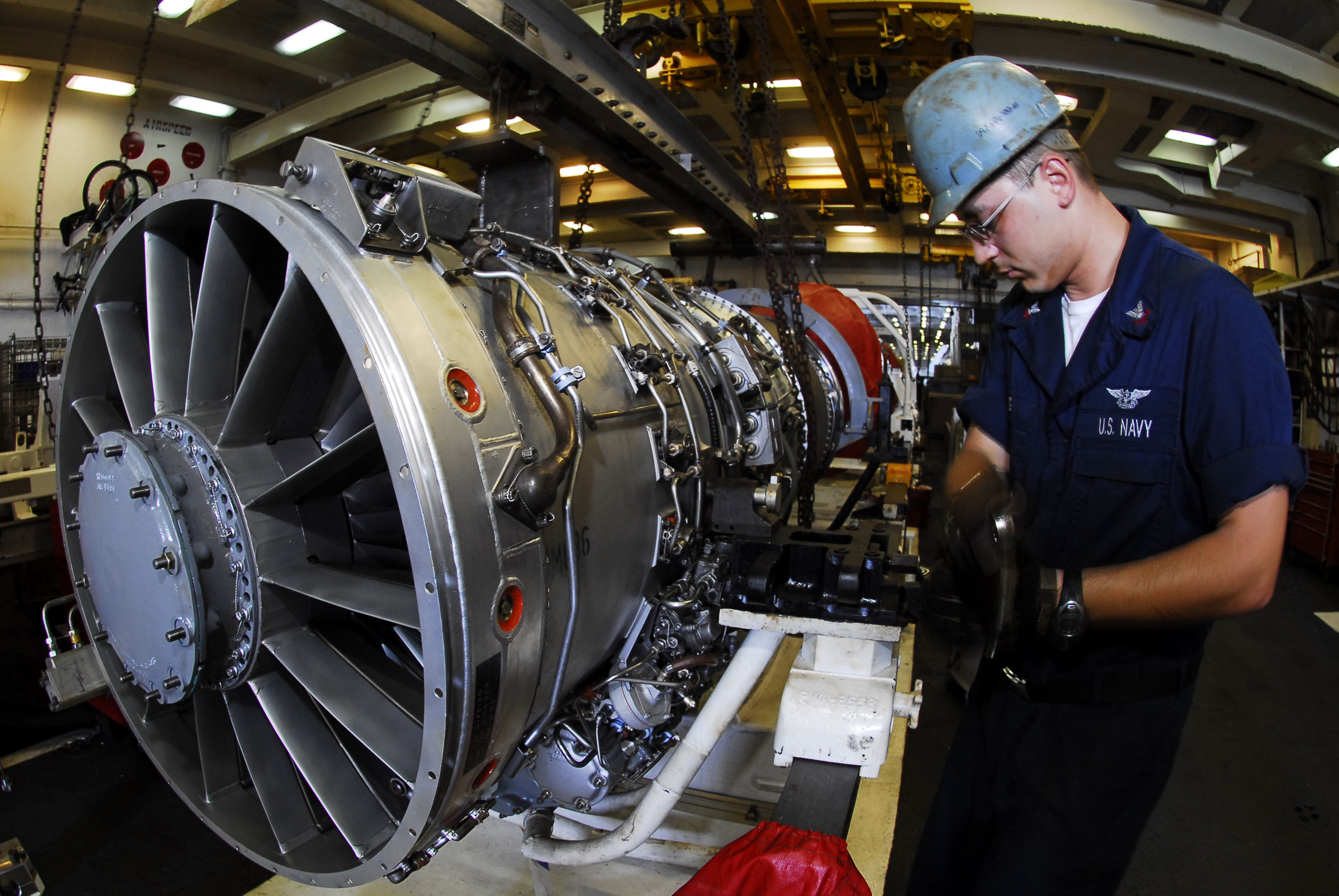
P&W J52-P-408 siendo arreglado a bordo del USS Kitty Hawk.

El Pratt & Whitney J52 (designación de compañía JT8A) es un motor aeronáutico turborreactor de flujo axial originalmente diseñado para la Armada de los Estados Unidos. Propulsó al A-6 intruder y al misil crucero AGM-28 Hound Dog. El motor permanece en uso en 2023 en modelos del A-4 Skyhawk.
El motor proveyó la base para el Pratt & Whitney JT8D, un famoso motor civil turbofan low by pass.

## Diseño y desarrollo
El J52 fue desarrollado durante los mediados de los años 1950 por la Armada de los Estados Unidos como un derivado disminuido del J57/JT3A. Fue inicialmente destinado para propulsar al A4D-3 Skyhawk, un modelo de aviónica avanzada que fue cancelado en 1957. Después de ser cancelado, la Fuerza Aérea de los Estados Unidos seleccionó al J52 para propulsar al misil crucero AGM-28 Hound Dog. El motor fue diseñado con varias características únicas para esta aplicación, incluyendo un cuerpo central cónico montado en la toma y una clavija central variable ... en la boquilla. Luego, en 1958, la Armada seleccionó el motor para propulsar lo que se convirtió en el Grumman A-6 Intruder.
El modelo J52-P-6, diseñado para el YA2F-1 (YA-6A) Intruder, tenía una boquilla única que podía ser orientada hacia abajo unos 23° para despegues cortos; esto no fue empleado en los A-6 de serie. Volviendo al círculo completo, se seleccionó el J52 para propulsar al A4D-5, otro modelo del A-4 Skyhawk, que permanece en todos los modelos de nueva construcción posteriores.
El J52 de doble carrete emplea un compresor axial dividido de 12 etapas que consta de una unidad de baja presión de cinco etapas y una unidad de alta presión de siete etapas. Detrás del compresor hay una cámara de combustión anular de nueve unidades y una turbina dividida de dos etapas.

## Historia operacional

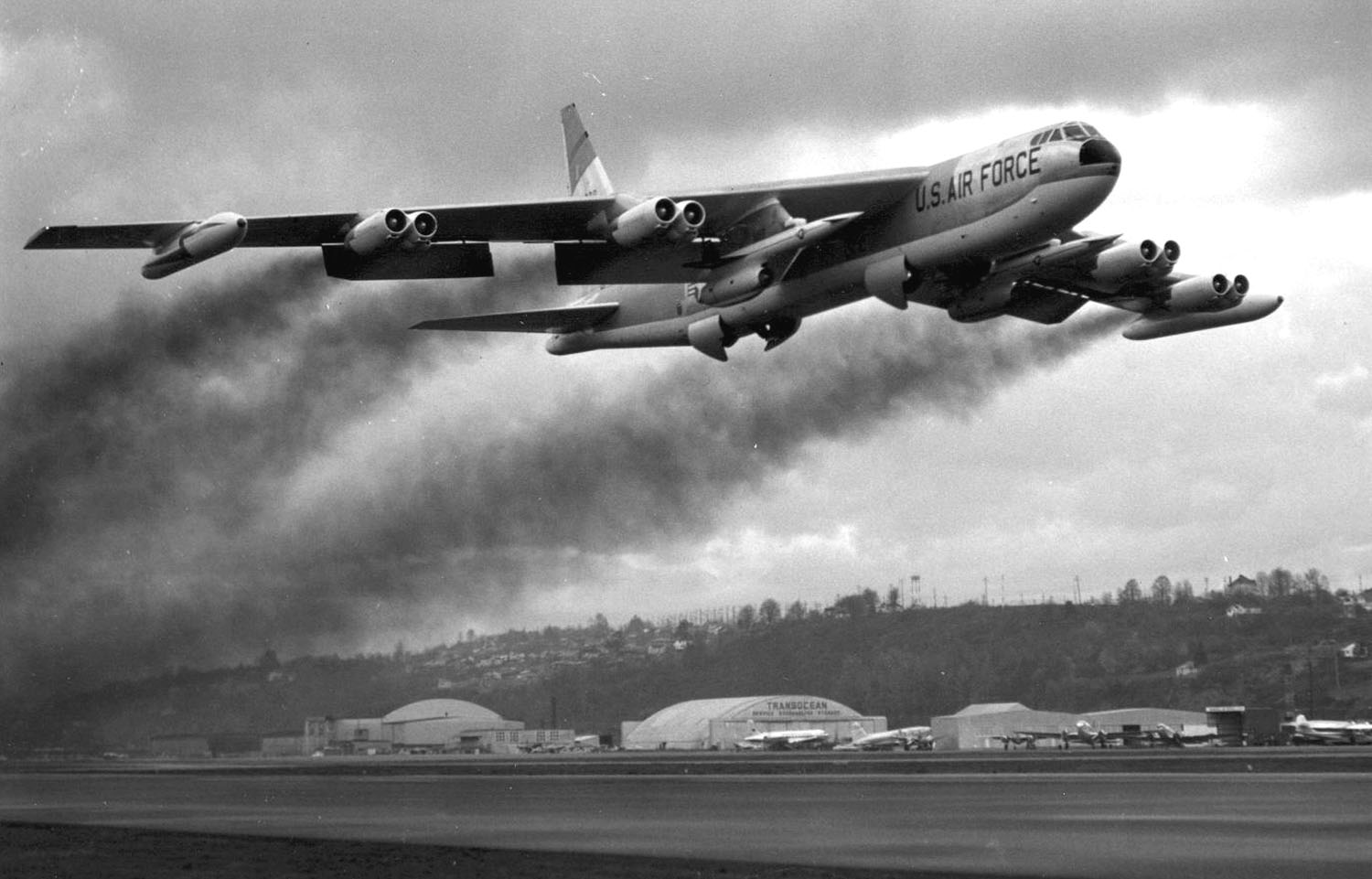
B-52F despegando con misiles AGM-28 Hound Dog equipados con el motor J52.

En 1960, el Mando Aéreo Estratégico (SAC) de la Fuerza Aérea de los Estados Unidos desarrolló procedimientos para que el Boeing B-52 Stratofortress pudiera usar el motor J52 de Hound Dog para un empuje adicional mientras el misil estaba ubicado en las dos pilones del bombardero. Esto ayudó a los B-52 cargados a volar más rápido desde sus bases aéreas, lo que habría sido útil en caso de ataques nucleares en las bases. El Hound Dog podría ser repostado desde los tanques de combustible del ala del B-52.

## Variantes

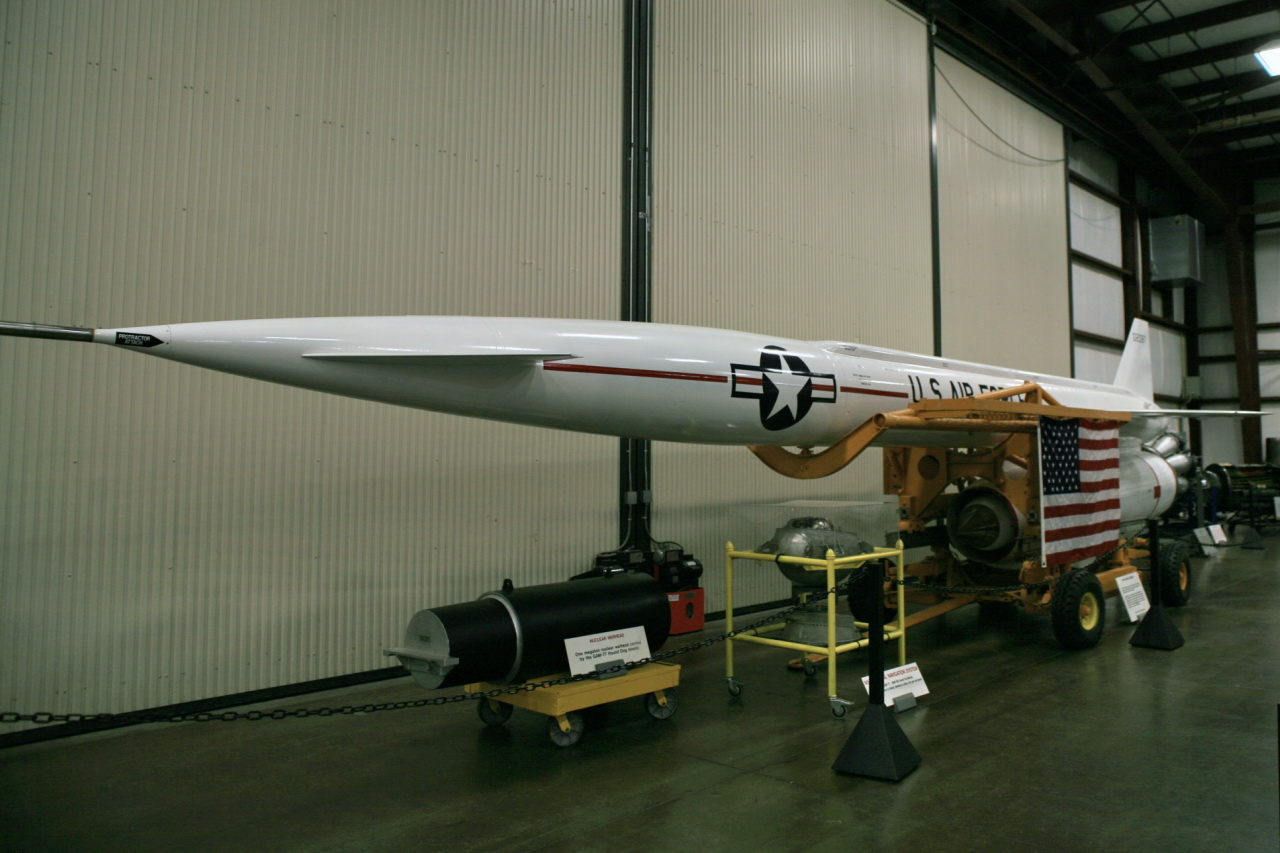
Misil crucero nuclear AGM-28 Hound Dog, propulsado por el motor J52-P-3.

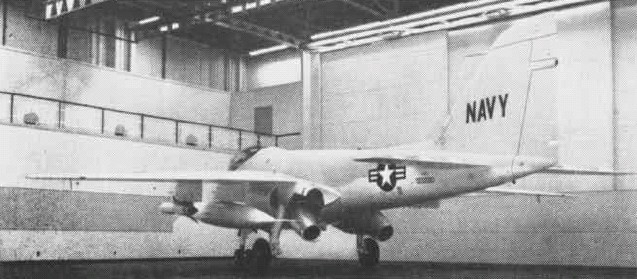
Uno de los ocho prototipos Grumman YA2F-1 Intruder, mostrando las toberas basculantes.

J52-P-3
Empleado en: AGM-28 Hound Dog. Esta variante produjo 7 500 lbf de empuje. El diseño del modelo P-3 incluía un conducto de entrada variable para mejorar la eficiencia del motor en las diferentes altitudes a las que estaba diseñado el misil de crucero.
J52-P-6
Empleado en: A-6A. This variant produced 8 500 lbf de empuje e incluyó la tobera basculante de 23° hacia abajo.
J52-P6A
Empleado en: A-4E, TA-4J, EA-6B (en su primer vuelo). Esta variante entregaba 8 500 lbf de empuje.
J52-P-8A/B
Empleado en: A-4F/G/H/K, TA-4E/F/G/H, A-6E, EA-6B. Esta variante entregaba 9 300 lbf de empuje.
J52-P-408
Empleado en: A-4M/N, TA-4KU, EA-6B. Esta variante incluyó paletas de entrada variable (VIGV) en el LPC, palas de turbina enfriadas por aire, y entregaba 11 200 lbf de empuje.. Continúa en operaciones en Argentina, Brasil e Indonesia.
J52-P-409
(PW1212) Versión de 12 000 lbf de empuje del J52-P-408 con una turbina de baja presión mejorada (LPT) y aceleración más rápida. Fue diseñado para el EA-6B y fue adicionalmente comercializado como una actualización para el A-4. El J52-P-409 fue también propuesto como un actualización económica para el A-6E y como una alternativa para el A-6F Intruder II, pero no fue comprado. Este motor también fue propuesto para propulsar al EA-6B ADVCAP, pero ese programa fue cancelado después de tres prototipos construidos y volados. El P-409 habría estado disponible como un nuevo motor o como un kit de actualización para los motores P-408, pero nunca se ordenó en cantidades significativas.
PW1212
J52-P-409 re-designado.
PW1216
Un derivado del J52-P-409 con postcombustión propuesto para el concepto Grumman Sabre II (el proyecto luego evolucionó en el Chengdu/PAC JF-17 Thunder). El post-quemador, diseñado en la República Popular China, habría aumentado el empuje a 16 000 lbf.
JT8A
Designación de la compañía fabricante para las versiones iniciales.
JT8B-1
(J52-P-6 / P-6A).
JT8B-3
(J52-P-8A).

## Aplicaciones
- Douglas A-4 Skyhawk
- Grumman A-6 Intruder
- A-4AR Fightinghawk
- Grumman EA-6B Prowler

## Especificaciones (J52-P-408)
Características generales
- Tipo: turborreactor.
- Longitud: 3.00 m.
- Diámetro: 96.5 cm.
- Peso en seco: 1 052 kg.

Componentes
- Compresor: flujo axial, 5 etapas LP, 7 etapas HP.
- Turbina: etapa única HP, etapa única LP.
- Tipo de combustible: JP-4.

Rendimiento
- Empuje: 50.00 kN (11 200 lbf).
- Relación de presión global: 14.6 : 1.
- Flujo de masa de aire: 143 lb/s.
- Consumo de combustible específico: 0.79 lb/(lbf hr)
- Relación de empuje a peso: 4.83:1.